# Klooster van Horezu
Het Klooster van Horezu (Roemeens: Mănăstirea Horezu) is een klooster in de stad Horezu, (dis. Vâlcea) in het zuiden van Roemenië. Het klooster is gebouwd door prins Constantin Brâncoveanu in 1690. Het klooster wordt erkend als een meesterwerk van de "Brâncovean"-stijl, door de schilderingen en decoratie.
Op het complex waar het klooster deel van uitmaakt zijn er nog kerken en historische monumenten, gebouwd in 1603 en 1698.
Het is opgenomen op de Werelderfgoedlijst van UNESCO.
Donaudelta · 
Kerken in Moldavië · 
Klooster van Horezu · 
Dorpen met weerkerken in Transsylvanië · 
Dacische forten van het Orăştiegebergte · 
Historisch centrum van Sighișoara · 
Houten kerken in Maramureș · 
Oude en voorhistorische beukenbossen van de Karpaten en andere regio's van Europa  · 
Mijnlandschap van Roșia Montană · 
Grenzen van het Romeinse Rijk: Dacië · 
Monumentaal ensemble van Brâncuși in Târgu Jiu
- Biblioteca Nacional de España: XX4935608
- Bibliothèque nationale de France: cb16925554g (data)
- Library of Congress Control Number: no90007458
- Virtual International Authority File: 126947916